# Пюи, Жан
Жан Пюи (фр. Jean Puy; 8 ноября 1876, Роан — 6 марта 1960, там же) — французский живописец, график, иллюстратор и керамист, один из представителей французского фовизма.

## Жизнь и творчество
Пюи изучал архитектуру в Национальной школе изящных искусств Лиона и живопись у Жана-Поля Лорана в Академии Жюлиана между 1897 и 1898 годами. Он познакомился с Анри Матиссом и другими художниками-единомышленниками, когда перевелся в Академию Каррьера в 1899 году. В 1901 году он выставлял свои работы в стиле импрессионизма в Салоне независимых; позже, как фовист, выставлялся в Осеннем салоне 1905 года.
Журнал L’Illustration освещал «скандал» на Осеннем салоне и опубликовал репродукции нескольких картин, названных фовистскими, среди которых была и работа «Flânerie sous les pins» («Прогулка по сосновому лесу») Жана Пюи. Она сопровождалась комментарием Луи Вокселя: «Господин Пюи, чья обнаженная на берегу моря напоминает нам широкий схематизм Сезанна, изображает сцены на открытом воздухе, в которых объёмы предметов и фигур четко определены».
Картины Жана Пюи привлекают особенной гармонией и нестандартным взглядом на мир. Сам художник написал однажды в одном из писем: «Цвета! Захватывающие, будоражащие, волнующие, восхитительные цвета! Кажется, мы никогда не перестанем любоваться ими и не сможем оторвать наш взгляд от них!».
После того, как по совету Амбруаза Воллара Пюи начал заниматься росписью фаянса в мастерской керамиста Андре Матея, его декоративные вазы были выставлены на Осеннем салоне 1907 года, где пользовались заметным успехом. Благодаря Воллару русские и швейцарские коллекционеры стали приобретать станковые и прикладные работы Пюи.
Во время Первой мировой войны Жан Пюи сначала был пехотинцем, потом служил в отряде маскировщиков. С войны он вернулся опустошенным и разбитым и в последующие годы писал в основном натюрморты и интерьерные сцены.
В начале Второй мировой войны Пюи переехал в родной город Роан, где и прожил до самой смерти. Он умер 6 марта 1960 года в возрасте 83 лет.

## Работы Жана Пюи в коллекциях российских музеев
Москва, Музей изобразительных искусств имени Пушкина:
- «Руины римского моста в Сент-Морис», 1909, холст, масло 73,4 x 92 см
- «В мастерской», 1912, чолст, масло 80 х 98 см
- Декоративная ваза «Обнаженные женщины» глина обожжённая, подглазурная роспись 35 х 23 см
- Чайница с крышкой с изображением женских фигур (Фаянсовый флакон) Фаянс, подглазурная роспись 11,5 х 10,7 х 6,5 см
- Чайница с крышкой «Женщина, прыгающая через веревочку» (Фаянсовый флакон) Фаянс, подглазурная роспись 11,6 х 10,6 х 6,5 см

Санкт-Петербург, Государственный Эрмитаж:
- «Пейзаж в Сент-Альбане» Ок. 1902, холст, масло 49,9 х 73 см
- «Портрет жены художника» (на обороте: Обнаженная в интерьере) Ок. 1902—1904, холст, масло 131,5 х 97 см
- «Лето» 1906, холст, масло 77 х 112 см